# Rang De Basanti
Rang De Basanti (रंग दे बसंती, in italiano Dipingilo zafferano) è un film del 2006 di produzione indiana, scritto e diretto da Rakeysh Omprakash Mehra. Il cast del film comprende attori come Aamir Khan, Soha Ali Khan, Madhavan, Kunal Kapoor, Siddharth Narayan, Sharman Joshi, Atul Kulkarni e la britannica Alice Patten. Realizzato con 230 milioni di rupie indiane, il film è stato girato a Nuova Delhi, Mumbai, Rajasthan e Punjab,

## Trama
Una regista di documentari britannica è determinata a realizzare un film sulla resistenza indiana, basato sui diari di suo nonno, un ex ufficiale dell'esercito dell'India Britannica. Appena giunta in India, la donna chiede a cinque giovani di recitare nel suo film. I cinque uomini accettano, ma dopo l'inizio delle riprese, un loro amico rimane ucciso in un incidente con un aereo da caccia. La causa principale dell'incidente sembra essere legato ad affari di corruzione governativa. L'evento fa perdere ogni forma di spensieratezza ai cinque giovani, e comporta la loro trasformazione in uomini in cerca di vendetta.

## Accoglienza
La distribuzione del film ha incontrato una forte resistenza da parte del ministero della difesa dell'India e da parte delle associazioni animaliste per via delle scene del film in cui vengono mostrati rispettivamente l'utilizzo di un aereo da combattimento MiG-21 ed una corsa di cavalli, attività bandita in India.
Il film è stato distribuito in tutto il mondo il 26 gennaio 2006 ed è stato candidato come miglior film in lingua straniera ai BAFTA Awards 2006. Rang De Basanti inoltre è stato scelto come rappresentante ufficiale dell'India per i Golden Globe e per gli Academy Awards nella categoria dei miglior film stranieri, anche se alla fine non è riuscito ad entrare nella rosa delle nomination in nessuno dei due premi.
Khalbali e Luka Chuppi, due tracce della colonna sonora, curata da A. R. Rahman e dal rapper indiano Blaaze, che ha ricevuto critiche molto positive, sono state prese in considerazione per le nomination agli Academy Award. Il film non soltanto è stato ben accolto dalla critica e dal pubblico, ma ha avuto anche una notevole influenza sulla società indiana. In India, il film ha ottenuto ottimi risultati in molte delle cerimonie di premiazione legate all'industria di Bollywood, inclusa la vittoria del Filmfare Award per il miglior film.

## Riconoscimenti
- 2007 - Filmfare Awards
  - Miglior film